# 伊萬尼夫卡區 (敖德薩州)

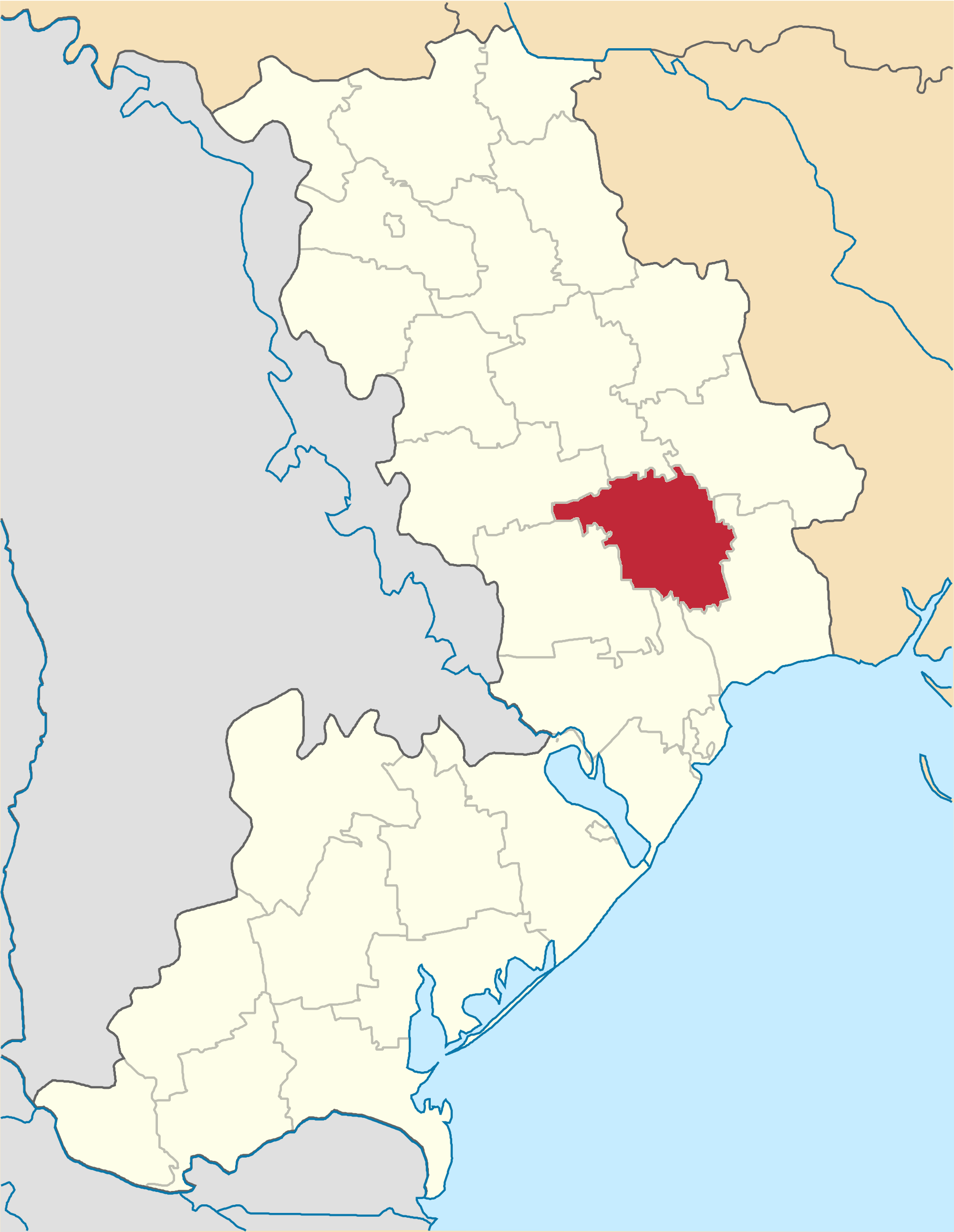
撤销前伊萬尼夫卡區在敖德萨州的位置

伊萬尼夫卡區（烏克蘭語：Іванівський район），曾是烏克蘭的一個區，位於該國西南部，由敖德薩州負責管轄，首府設於伊萬尼夫卡，面積1,162平方公里，2013年人口26,659，人口密度每平方公里22.9人。
该区在2020年7月18日的乌克兰行政区划改革中被撤销，改革后敖德萨州下分为7个区，伊萬尼夫卡區合并至別列佐夫卡區。